# Hahniidae
Hahniidae este o familie de păianjeni araneomorfi. Până în prezent au fost descrise 235 specii din 26 de genuri.

## Etimologie
Familia este denumită în onoarea zoologului german Carl Wilhelm Hahn.

## Descriere
Păianjenii acestei familii sun extrem de mici, cel mai mare are o lungime de 3 - 4 mm. Multe specii Hahniidae sunt ușor de recunoscut după forma organelor filiere. Acestea sunt alungite și au o poziție orizontală, ceva neobișnuit pentru păianjeni din Araneomorphae. 

## Modul de viață
Ei țes o pânză foarte subțire și nu-și construiesc un loc pentru retragere. Pânza este într-atât de fină încât e greu de o observat, doar când ea este stropită cu apă. Pânza are o poziție orizontală. Ei preferă locurile de lângă apă, și des sunt găsiți în litiera pădurilor. 

## Răspândire
Familia Hahniidae este răspândită pe tot globul. Genuri din emisfera nordică și din Africa au structuri genitale diferite de cele sudice. Foarte puțin se cunoaște despre speciile din Asia de Sud - Est.

## Genuri
- Alistra Thorell, 1894 — Oceania, Filipine, Sumatra, Sri Lanka
- Amaloxenops Schiapelli & Gerschman, 1958 — Argentina
- Antistea Simon, 1898 — America de Nord, Europa, Rusia
- Asiohahnia Ovtchinnikov, 1992 — Kazakhstan, Kîrgîzstan
- Austrohahnia Mello-Leitão, 1942 — Argentina
- Calymmaria Chamberlin & Ivie, 1937 — din Mexic până în Canada
- Cryphoeca Thorell, 1870 — Palearctic
- Cryphoecina Deltshev, 1997 — Muntenegru
- Cybaeolus Simon, 1884 — Chile, Argentina
- Dirksia Chamberlin & Ivie, 1942 — SUA, Alaska, Franța
- Ethobuella Chamberlin & Ivie, 1937 — America de Nord
- Hahnia C. L. Koch, 1841 — America, Africa, Europa, Asia
- Harmiella Brignoli, 1979 — Brazilia
- Iberina Simon, 1881 — Rusia, Franța
- Intihuatana Lehtinen, 1967 — Argentina
- Kapanga Forster, 1970 — Noua Zeelandă
- Lizarba Roth, 1967 — Brazilia
- Neoantistea Gertsch, 1934 — din Canada până în Costa Rica, Rusia, Asia
- Neoaviola Butler, 1929 — Australia
- Neocryphoeca Roth, 1970 — SUA
- Neohahnia Mello-Leitão, 1917 — America de Sud
- Porioides Forster, 1989 — Noua Zeelandă
- Rinawa Forster, 1970 — Noua Zeelandă
- Scotospilus Simon, 1886 — Tasmania, Noua Zeelandă, India
- Tuberta Simon, 1884 — din Europa până în Azerbaijan
- Willisus Roth, 1981 — SUA